# 가네촌 (와카야마현)
가네촌(河根村)은 와카야마현 이토군에 설치되었던 촌이다. 현재의 구도야마정 동부에 해당한다.

## 역사
- 1889년 4월 1일 - 정촌제 시행에 의해 5촌의 구역을 가지고 성립하였다.
- 1955년 3월 31일 - 구 구도야마정과 합병해 새로운 구도야마정이 성립하여, 동일 가네촌은 폐지되었다.

## 참고문헌
- 角川日本地名大辞典 30 和歌山県